# Oxytate
Oxytate es un género de arañas cangrejo de la familia Thomisidae. Son especies nativas de Asia, Australia Occidental, África Oriental, Central y Meridional. 

## Hábitat
Al igual que otras arañas cangrejo, son maestras de las emboscadas. Acechan a sus presas por la noche, desde una posición de emboscada en un tallo de hierba o desde la parte inferior de una hoja. Pueden sentir las vibraciones causadas por los invertebrados que se mueven en la parte superior de la hoja y rápidamente se abalanzan sobre la víctima. Mientras está en una emboscada sobre ramas o hierba, las patas traseras cortas se sujetan al tallo, mientras que las patas anteriores largas se estiran hacia adelante. Su picadura no es dañina para los humanos, a menos que cause una reacción alérgica.

## Anatomía
Aunque no construyen telarañas, ambos sexos poseen una seda de araña. Un estudio de la especie tipo, Oxytate striatipes, reveló que poseen un sistema de espigas más simple y primitivo que otras arañas errantes, ya que incluso las hembras no poseen glándulas tubuliformes para la producción de capullos, ni espigas de tríadas para la construcción de telarañas. Sin embargo, los machos y las hembras tienen tres tipos de glándulas de seda, que se clasifican en ampolladas, piriformes y aciniformes.
Cuatro glándulas ampolladas están conectadas a las hileras anteriores, mientras que ocho glándulas ampolladas menores están conectadas a las hileras medianas. Las glándulas piriformes están conectadas a las hileras anteriores (90 en hembras y 80 en machos). Las glándulas aciniformes están conectadas a la mediana (18 a 24 en mujeres y 14 a 20 en hombres) y a las hileras posteriores (60 en ambos sexos).

## Especies
- Oxytate argenteooculata (Simon, 1886)
- Oxytate attenuata (Thorell, 1895)
- Oxytate bhutanica Ono, 2001
- Oxytate capitulata Tang & Li, 2009
- Oxytate chlorion (Simon, 1906)
- Oxytate clavulata Tang, Yin & Peng, 2008
- Oxytate concolor (Caporiacco, 1947)
- Oxytate elongata (Tikader, 1980)
- Oxytate forcipata Zhang & Yin, 1998
- Oxytate greenae (Tikader, 1980)
- Oxytate guangxiensis He & Hu, 1999
- Oxytate hoshizuna Ono, 1978
- Oxytate isolata (Hogg, 1914)
- Oxytate jannonei (Caporiacco, 1940)
- Oxytate kanishkai (Gajbe, 2008)
- Oxytate leruthi (Lessert, 1943)
- Oxytate multa Tang & Li, 2010
- Oxytate parallela (Simon, 1880)
- Oxytate phaenopomatiformis (Strand, 1907)
- Oxytate placentiformis Wang, Chen & Zhang, 2012
- Oxytate ribes (Jezequel, 1964)
- Oxytate sangangensis Tang et al., 1999
- Oxytate striatipes L. Koch, 1878
- Oxytate subvirens (Strand, 1907)
- Oxytate taprobane Benjamin, 2001
- Oxytate virens (Thorell, 1891)